# Rolland Brunelle
Rolland Brunelle (Joliette, 29 mai 1911 - 18 juin 2004) est un frère de l'ordre des Clercs de Saint-Viateur et musicien canadien. Il est visé à titre posthume par un recours collectif pour des abus sexuels à l'encontre de mineurs.

## Biographie
Il a créé l’Orchestre symphonique des jeunes de Joliette[Quand ?].
Rolland Brunelle a formé nombre de musiciens professionnels, dont Angèle Dubeau ou encore Yoland Guérard[réf. nécessaire].

### Abus sexuels sur mineurs
Lors du recours collectif engagé à l'encontre des Clercs de Saint-Viateur pour des abus sexuels à l'encontre de mineurs entre 2001 et 2016, son nom est cité.
Rolland Brunelle aurait commis des abus au camp musical de Lanaudière en 1969, selon les documents de l’action collective.
À Joliette, une salle de spectacle porte son nom, la salle Rolland Brunelle ainsi qu'une rue nommée, la rue du père Rolland-Brunelle.
En 2022, la ville de Joliette rebaptise la salle et la rue.

## Honneurs
- 1983 : Médaille du Conseil canadien de la musique
- 1985 : Prix Maximilien-Boucher de la Société nationale des Québécois
- 1992 :  Chevalier de l'Ordre national du Québec[3]
- 1992 : Prix Lescarbot